# مالیه کارکالی
مالیه کارکالی (انگلیسی: Malyye Karkaly) یک شهرک در شهرستان میاکینسکی استان باشقیرستان کشور روسیه است.